# Belardija
Belardija (; lat. Bellardia), biljni rod jednogodišnjeg bilja iz poroodice Orobanchaceae smješten u tribus Rhinantheae. Po nekim autorima pripada mu samo jedna vrsta, Bellardia trixago (L.) All., hrvatski nazivana sredozemna belardija i šarena zornica. 
Po drugim autorima pripada mu i vrsta Bellardia viscosa (L.) Fisch. & C.A.Mey., ponekad svrstavana i u rod Parentucellia pod imenom Parentucellia viscosa ili ljepkasta zornica.

## Vrste
1. Bellardia trixago (L.) All.
2. ?Bellardia viscosa (L.) Fisch. & C.A.Mey.